# Helmuth Cammann
Helmuth Cammann (* 8. Februar 1927 in Düsseldorf; † 18. Januar 2010) war ein deutscher Unternehmer.

## Leben und Karriere
Cammann studierte mit dem Abschluss Diplom-Volkswirt und Diplom-Kaufmann. Danach wurde er promoviert. Seine Dissertation beschäftigte sich mit der Wechselbeziehung von Außenhandel und Vollbeschäftigung. Von 1950 bis 1953 war er Referent am Rheinisch-Westfälischen Institut für Wirtschaftsforschung (heute: Leibniz-Institut für Wirtschaftsforschung) in Essen und von 1953 bis 1956 Wirtschaftsreferent der deutschen OECD-Delegation in Paris. Von 1955 bis 1957 war er Abteilungsleiter der Hohen Behörde der Europäischen Gemeinschaft für Kohle und Stahl (EGKS) in Luxemburg. 1957 bis 1961 arbeitete er in London als Economic Counsellor in der Vertretung der europäischen Gemeinschaften. Anschließend war er von 1961 bis 1966 Head of Delegation der EG-Kommission bei der OECD in Paris.
Von 1966 bis zu seiner Pensionierung im Frühjahr 1992 war er Hauptgeschäftsführer des Bundesverbandes deutscher Banken in Köln. Zudem vertrat er von 1970 bis 1986 die europäische Kreditwirtschaft im Wirtschafts- und Sozialausschuss der EG. Außerdem war er zeitweise Vorsitzender des Exekutivrates der Europäischen Bankenvereinigung.
Für seine Verdienste wurde er mit dem Bundesverdienstkreuz Erster Klasse ausgezeichnet. Zudem war er Commendatore della Repubblica Italiana.